# Bothropolys kawatiensis
Bothropolys kawatiensis är en mångfotingart som beskrevs av Masatoshi Takakuwa 1939. Bothropolys kawatiensis ingår i släktet Bothropolys och familjen stenkrypare. Inga underarter finns listade i Catalogue of Life.